# Embrace, Extend and Extinguish
Embrace, extend and extinguish (EEE, „annehmen, erweitern und auslöschen“), auch Embrace, extend, and exterminate genannt, ist eine Bezeichnung, die dem US-Justizministerium zufolge von Microsoft intern als eine Unternehmensstrategie verwendet wird, sich in Produktsektoren ausgehend von weit verbreiteten Standards zu etablieren, indem sie diese Standards mit proprietären Techniken erweitern und diese Erweiterungen dann verwenden, um ihre Konkurrenz auszustechen. Es ist abgeleitet von embrace and extend, welches in einem Motivationslied des Microsoft-Mitarbeiters Dean Ballard vorkommt, das von der Reorganisation des Unternehmens zum Zweck der Konkurrenzfähigkeit gegenüber Internet-Software-Unternehmen, insbesondere Netscape, handelt.
Die verbreitetere Variation embrace, extend and extinguish wurde erstmals öffentlich in der Wettbewerbsrechts-Gerichtsverhandlung (antitrust) Vereinigte Staaten gegen Microsoft genannt. Der Vizepräsident von Intel, Steven McGeady, sagte aus, dass der Vizepräsident von Microsoft, Paul Maritz, diese Formulierung 1995 in einem Meeting mit Intel benutzte, um Microsofts Strategie bezüglich Netscape, Java und dem Internet zu beschreiben. In diesem Zusammenhang soll die Formulierung die letzte Phase der Strategie hervorheben, in welcher Kunden von der Verwendung von Konkurrenzprodukten abgeschreckt werden.
Das gezielte „Infiltrieren“ von Open-Source-Gremien ab 2010 durch Microsoft wird als einer der Schlüsselfaktoren für die ausbleibende Durchsetzung von Open-Source-Software in öffentlichen Einrichtungen in der Europäischen Union (EU) erachtet.

## Die Strategie
Die Strategie besteht in der Regel aus den drei folgenden Schritten:
1. Embrace (annehmen): Microsoft entwickelt Software, die weitgehend kompatibel zu Konkurrenzprodukten oder zu bereits etablierten offenen Standards ist.
2. Extend (erweitern): Microsoft fügt zusätzliche Merkmale hinzu und bewirbt sie massiv, dokumentiert hingegen die Implementierung in den eigenen Produkten nicht, diese können folglich von den Konkurrenzprodukten auch nicht unterstützt werden, wodurch Interoperabilitäts-Probleme für Anwender der Konkurrenzprodukte entstehen.
3. Extinguish (auslöschen): Microsofts Erweiterungen werden de facto Standard (durch ihre Marktdominanz), wodurch die Konkurrenz, die die Erweiterungen nicht unterstützen will oder kann, verdrängt wird und Barrieren für künftige Konkurrenten geschaffen werden.

Das US-Justizministerium, Microsoft-Kritiker und IT-Journalisten behaupten, dass das Ziel dieser Strategie sei, ein Monopol auf dem entsprechenden Marktsektor zu bekommen. Microsoft erklärt, dass diese Strategie nicht gegen die Gesetze des freien Wettbewerbs verstoße und  es im Ermessen des Unternehmens liege, Merkmale zu implementieren, von denen das Unternehmen glaubt, dass Kunden sie wollten.

## Beispiele
Im Hinblick auf Webbrowser behaupteten die Kläger, dass Microsoft die Unterstützung von ActiveX im Internet Explorer hinzufügte, um die Kompatibilität mit dem Netscape Navigator zu zerstören, welcher Java-basierte Komponenten und Netscapes eigenes Browser-Plug-in-System nutzte. Die Kläger beschuldigten Microsoft ebenfalls, die „Embrace-And-Extend-Strategie“ gegen Java anzuwenden, indem sie das Java Native Interface in ihrer Implementierung wegließen und J/Direct für ähnliche Zwecke anboten. Internen Mitteilungen zufolge wollte Microsoft Javas Plattformunabhängigkeit herunterspielen und es als den „neuesten, großartigsten Weg, um Windows-Programme zu schreiben“ vermarkten. Microsoft zahlte im Januar 2001 20 Millionen US-Dollar an Sun Microsystems, um rechtliche Folgen des Vertragsbruchs zu vermeiden.
Es gibt frühere Fälle, in denen Microsoft einseitige Kompatibilität mit führender Konkurrenz verwendete, um seine Produkte zu vermarkten. Zum Beispiel konnte Microsoft Office lange Zeit WordPerfect- und Lotus-1-2-3-Dokumente importieren, aber beim Speichern von Office-Dokumenten in diesen Formaten wurden einige Office-eigene Merkmale nicht verwendet.